# Eleutherodactylus pipilans
Eleutherodactylus pipilans es una especie de Anura de la familia Eleutherodactylidae, género Eleutherodactylus. Es nativo de Guatemala y el sur de México.

## Distribución y hábitat
Su área de distribución incluye Guerrero, Oaxaca, el istmo de Tehuantepec y Chiapas en México, y el occidente de Guatemala.  
Su hábitat natural se compone de bosque tropical de tierras bajas. Su rango altitudinal se encuentra entre 700 y 1000 m s. n. m.